# 聖母無原罪主教座堂 (臺灣)
聖母無原罪主教座堂位於台灣台北市大同區，為天主教台北總教區的主教座堂，也是台北市首座天主堂；由於座落於民生西路，亦名民生西路天主堂。教堂附設有一幼稚園，教堂建地並與同為天主教機構的靜修女中比鄰而居。

## 歷史

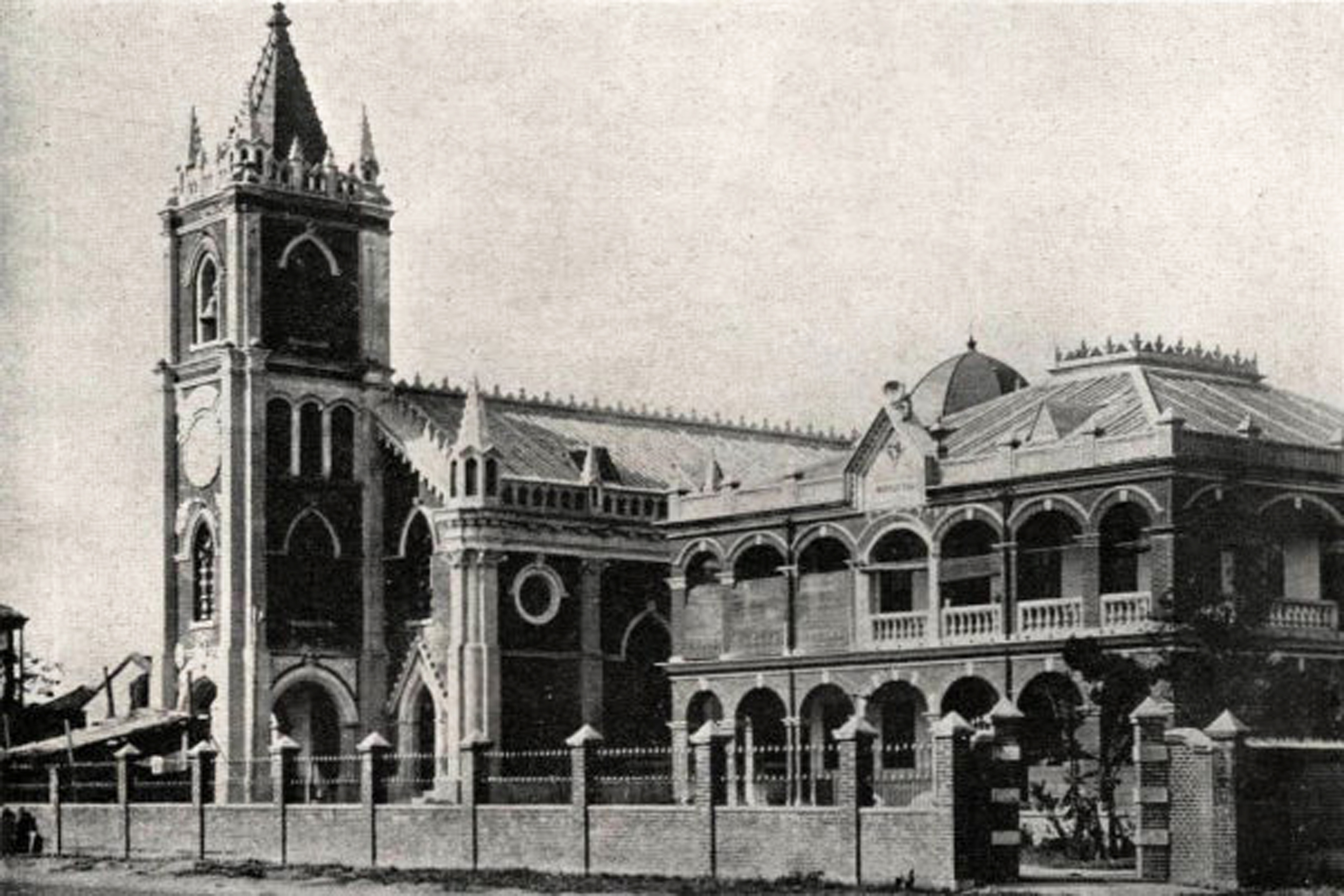
1914年竣工的大稻埕蓬萊町大聖堂，毀於台北大空襲

清治時代末年，道明會來到台北傳教，並於1889年在大稻埕建立第二座教堂（北台灣第一座教堂為蘆洲天主堂）。1905年，道明會林茂才神父來到大稻埕，後在教堂現址一帶購入大量土地，1911年動工興建哥德式教堂一座。1914年教堂落成，稱為「蓬萊町大聖堂」，以聖伯多祿及聖保祿為主保，為日治時代台北市內規模最為宏偉的建築之一。1916年，道明會又在教堂旁成立女學校，即今之靜修女中。1945年5月31日，該教堂在二戰末期發生的台北大空襲中遭盟軍炸毀，造成在此避難的民眾嚴重傷亡。第二次世界大戰結束後，僅以木板在原址旁興建簡易教堂使用。
1959年3月，吉朝芳神父就任該堂主任司鐸，即以重建大堂作為首要任務。經過多方奔走，1959年7月5日在郭若石總主教主禮下，教堂重建工程正式開工。1961年5月教堂重建工程竣工，經時任宗座署理田耕莘樞機指定爲主教座堂，以始胎無染原罪聖母為主保。同年5月30日，由成世光輔理主教舉行落成祝聖大典，隔日由時任教廷駐華公使高理耀蒙席主持首台彌撒聖祭。

## 彌撒時間
以下時間以當地時間（台灣時間）為準
- 平日彌撒
  - 星期一至五　上午07:30(AM)
- 主日彌撒
  - 星期六　下午05:00(PM)

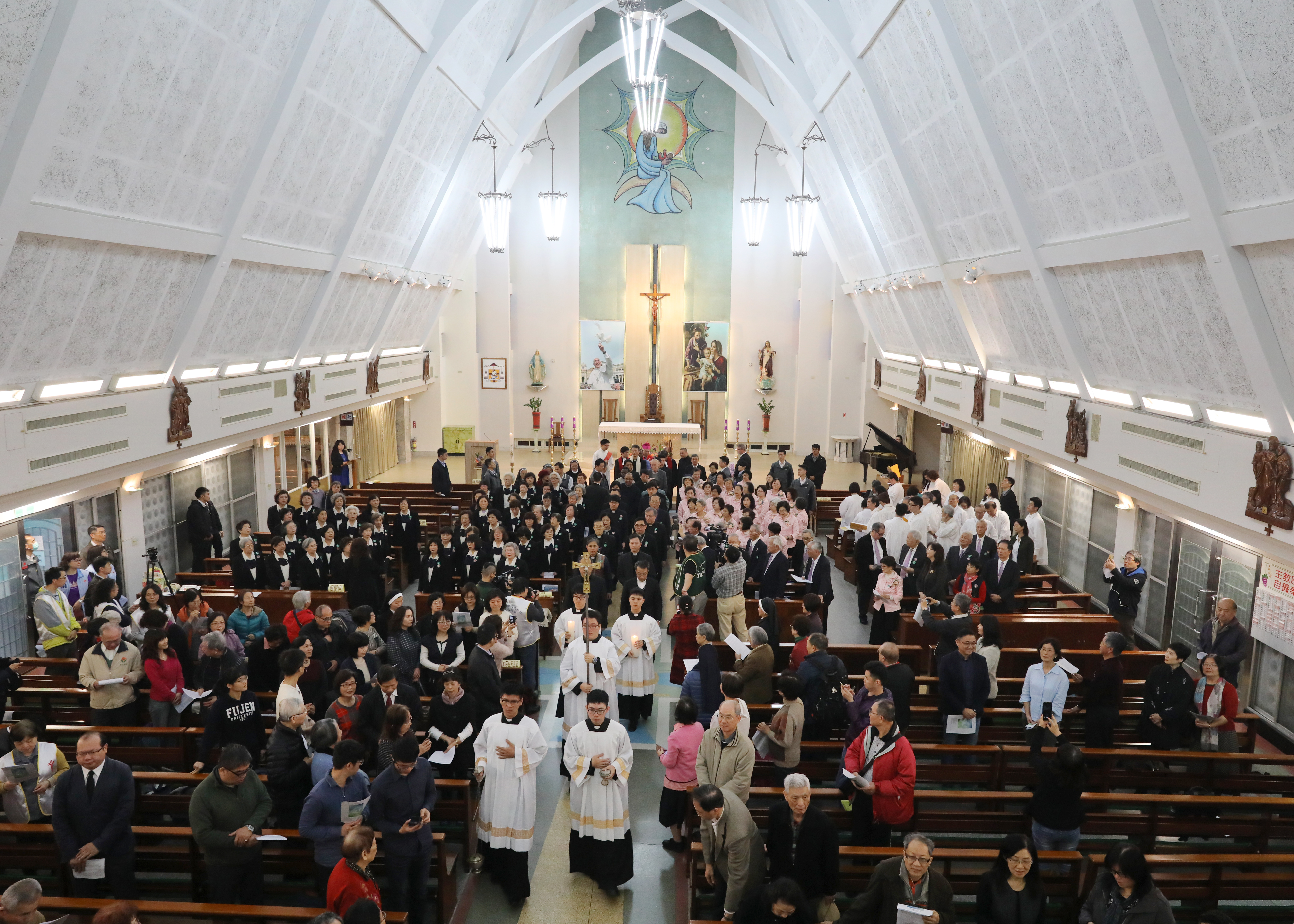
聖母無原罪主教座堂內部

  - 星期日　上午09:00—10:00(AM)

## 外部連結
- 台灣地區主教團 > 台北總教區 > 台北教區鐸區聖堂 > 第一總鐸區 > 聖母無原罪主教座堂 （页面存档备份，存于）